# Gran Premio de Australia de Motociclismo de 2001
El Gran Premio de Australia de Motociclismo de 2001 fue la decimocuarta prueba del Campeonato del Mundo de Motociclismo de 2001. Tuvo lugar en el fin de semana del 12 al 14 de octubre de 2001 en el Circuito de Phillip Island, situado en Phillip Island, Australia. La carrera de 500cc fue ganada por Valentino Rossi, seguido de Max Biaggi y Loris Capirossi. Daijiro Kato ganó la prueba de 250cc, por delante de Tetsuya Harada y Roberto Rolfo. La carrera de 125cc fue ganada por Youichi Ui, Manuel Poggiali fue segundo y Toni Elías tercero.

## Resultados 500cc
| Pos.    | N.º | Piloto                   | Constructor | Vueltas | Tiempo    | Parrilla | Pts. |
| ------- | --- | ------------------------ | ----------- | ------- | --------- | -------- | ---- |
| 1       | 46  | Valentino Rossi          | Honda       | 27      | 42:22.383 | 2        | 25   |
| 2       | 3   | Max Biaggi               | Yamaha      | 27      | +0.013    | 1        | 20   |
| 3       | 65  | Loris Capirossi          | Honda       | 27      | +0.581    | 6        | 16   |
| 4       | 4   | Alex Barros              | Honda       | 27      | +0.714    | 3        | 13   |
| 5       | 11  | Tohru Ukawa              | Honda       | 27      | +1.288    | 8        | 11   |
| 6       | 19  | Olivier Jacque           | Yamaha      | 27      | +2.534    | 5        | 10   |
| 7       | 56  | Shinya Nakano            | Yamaha      | 27      | +2.579    | 9        | 9    |
| 8       | 41  | Noriyuki Haga            | Yamaha      | 27      | +2.582    | 11       | 8    |
| 9       | 15  | Sete Gibernau            | Suzuki      | 27      | +2.832    | 4        | 7    |
| 10      | 17  | Jurgen van den Goorbergh | Proton KR   | 27      | +19.443   | 15       | 6    |
| 11      | 28  | Àlex Crivillé            | Honda       | 27      | +20.000   | 13       | 5    |
| 12      | 14  | Anthony West             | Honda       | 27      | +20.303   | 16       | 4    |
| 13      | 6   | Norifumi Abe             | Yamaha      | 27      | +21.043   | 10       | 3    |
| 14      | 12  | Haruchika Aoki           | Honda       | 27      | +21.360   | 17       | 2    |
| 15      | 1   | Kenny Roberts Jr.        | Suzuki      | 27      | +29.738   | 12       | 1    |
| 16      | 7   | Carlos Checa             | Yamaha      | 27      | +30.023   | 7        |      |
| 17      | 16  | Johan Stigefelt          | Sabre V4    | 27      | +1:18.349 | 19       |      |
| 18      | 21  | Barry Veneman            | Honda       | 27      | +1:24.773 | 21       |      |
| 19      | 9   | Leon Haslam              | Honda       | 27      | +1:24.848 | 20       |      |
| 20      | 18  | Brendan Clarke           | Honda       | 26      | +1 Vuelta | 22       |      |
| Ret     | 5   | Garry McCoy              | Yamaha      | 18      | Retirado  | 14       |      |
| Ret     | 10  | José Luis Cardoso        | Yamaha      | 6       | Retirado  | 18       |      |
| Fuente: |     |                          |             |         |           |          |      |

- Pole position: Max Biaggi, 1:31.984
- Vuelta Rápida: Max Biaggi, 1:32.993

## Resultados 250cc
| Pos.    | N.º | Rider              | Manufacturer | Laps | Time/Ret    | Grid | Points |
| ------- | --- | ------------------ | ------------ | ---- | ----------- | ---- | ------ |
| 1       | 74  | Daijiro Kato       | Honda        | 25   | 39:48.180   | 3    | 25     |
| 2       | 31  | Tetsuya Harada     | Aprilia      | 25   | +5.644      | 1    | 20     |
| 3       | 44  | Roberto Rolfo      | Aprilia      | 25   | +8.518      | 11   | 16     |
| 4       | 99  | Jeremy McWilliams  | Aprilia      | 25   | +14.303     | 2    | 13     |
| 5       | 10  | Fonsi Nieto        | Aprilia      | 25   | +14.389     | 5    | 11     |
| 6       | 7   | Emilio Alzamora    | Honda        | 25   | +14.749     | 10   | 10     |
| 7       | 15  | Roberto Locatelli  | Aprilia      | 25   | +17.546     | 4    | 9      |
| 8       | 37  | Luca Boscoscuro    | Aprilia      | 25   | +37.456     | 17   | 8      |
| 9       | 8   | Naoki Matsudo      | Yamaha       | 25   | +50.872     | 15   | 7      |
| 10      | 18  | Shahrol Yuzy       | Yamaha       | 25   | +53.951     | 19   | 6      |
| 11      | 57  | Lorenzo Lanzi      | Aprilia      | 25   | +1:00.113   | 13   | 5      |
| 12      | 46  | Taro Sekiguchi     | Yamaha       | 25   | +1:10.314   | 18   | 4      |
| 13      | 11  | Riccardo Chiarello | Aprilia      | 25   | +1:34.981   | 26   | 3      |
| 14      | 16  | David Tomás        | Honda        | 25   | +1:39.355   | 22   | 2      |
| 15      | 20  | Jerónimo Vidal     | Aprilia      | 24   | +1 Vuelta   | 21   | 1      |
| 16      | 23  | César Barros       | Yamaha       | 24   | +1 Vuelta   | 25   |        |
| 17      | 55  | Diego Giugovaz     | Aprilia      | 24   | +1 Vuelta   | 23   |        |
| 18      | 36  | Luis Costa         | Yamaha       | 24   | +1 Vuelta   | 28   |        |
| 19      | 14  | Katja Poensgen     | Honda        | 24   | +1 Vuelta   | 30   |        |
| 20      | 45  | Stuart Edwards     | Yamaha       | 24   | +1 Vuelta   | 29   |        |
| Ret     | 6   | Alex Debón         | Aprilia      | 22   | Retirado    | 20   |        |
| Ret     | 22  | José David de Gea  | Yamaha       | 18   | Accidente   | 16   |        |
| Ret     | 96  | Mark Rowling       | Yamaha       | 17   | Retirado    | 31   |        |
| Ret     | 66  | Alex Hofmann       | Aprilia      | 14   | Accidente   | 7    |        |
| Ret     | 50  | Sylvain Guintoli   | Aprilia      | 14   | Retirado    | 14   |        |
| Ret     | 95  | Shane Smith        | Honda        | 12   | Retirado    | 32   |        |
| Ret     | 24  | Jason Vincent      | Yamaha       | 1    | Retirado    | 24   |        |
| Ret     | 21  | Franco Battaini    | Aprilia      | 0    | Retirado    | 6    |        |
| Ret     | 42  | David Checa        | Honda        | 0    | Accidente   | 9    |        |
| Ret     | 81  | Randy de Puniet    | Aprilia      | 0    | Accidente   | 12   |        |
| Ret     | 9   | Sebastián Porto    | Yamaha       | 0    | Accidente   | 8    |        |
| DNS     | 97  | Josh Brookes       | Yamaha       | 0    | No empezó   | 27   |        |
| DNS     | 5   | Marco Melandri     | Aprilia      |      | No empezó   |      |        |
| DNQ     | 93  | Earl Lynch         | Yamaha       |      | No calificó |      |        |
| DNQ     | 94  | Terry Carter       | Yamaha       |      | No calificó |      |        |
| fuente: |     |                    |              |      |             |      |        |

- Pole position: Tetsuya Harada, 1:33.625
- Vuelta Rápida: Daijiro Kato, 1:34.560

## Resultados 125cc
| Pos.    | N.º | Rider                | Manufacturer | Laps | Time/Ret    | Grid | Points |
| ------- | --- | -------------------- | ------------ | ---- | ----------- | ---- | ------ |
| 1       | 41  | Youichi Ui           | Derbi        | 23   | 38:14.688   | 3    | 25     |
| 2       | 54  | Manuel Poggiali      | Gilera       | 23   | +4.709      | 1    | 20     |
| 3       | 24  | Toni Elías           | Honda        | 23   | +4.743      | 17   | 16     |
| 4       | 4   | Masao Azuma          | Honda        | 23   | +4.938      | 14   | 13     |
| 5       | 9   | Lucio Cecchinello    | Aprilia      | 23   | +4.974      | 2    | 11     |
| 6       | 15  | Alex de Angelis      | Honda        | 23   | +5.053      | 6    | 10     |
| 7       | 26  | Dani Pedrosa         | Honda        | 23   | +5.562      | 11   | 9      |
| 8       | 11  | Max Sabbatani        | Aprilia      | 23   | +5.881      | 21   | 8      |
| 9       | 34  | Eric Bataille        | Honda        | 23   | +9.506      | 23   | 7      |
| 10      | 23  | Gino Borsoi          | Aprilia      | 23   | +17.165     | 4    | 6      |
| 11      | 5   | Noboru Ueda          | TSR-Honda    | 23   | +17.289     | 5    | 5      |
| 12      | 73  | Casey Stoner         | Honda        | 23   | +17.372     | 19   | 4      |
| 13      | 29  | Ángel Nieto Jr.      | Honda        | 23   | +18.361     | 10   | 3      |
| 14      | 39  | Jaroslav Huleš       | Honda        | 23   | +18.375     | 12   | 2      |
| 15      | 20  | Gaspare Caffiero     | Aprilia      | 23   | +18.447     | 16   | 1      |
| 16      | 7   | Stefano Perugini     | Italjet      | 23   | +19.742     | 8    |        |
| 17      | 17  | Steve Jenkner        | Aprilia      | 23   | +26.857     | 18   |        |
| 18      | 8   | Gianluigi Scalvini   | Italjet      | 23   | +26.892     | 15   |        |
| 19      | 18  | Jakub Smrž           | Honda        | 23   | +26.916     | 20   |        |
| 20      | 22  | Pablo Nieto          | Derbi        | 23   | +31.486     | 26   |        |
| 21      | 21  | Arnaud Vincent       | Honda        | 23   | +31.819     | 9    |        |
| 22      | 19  | Alessandro Brannetti | Aprilia      | 23   | +35.783     | 30   |        |
| 23      | 31  | Ángel Rodríguez      | Aprilia      | 23   | +35.998     | 13   |        |
| 24      | 12  | Raúl Jara            | Aprilia      | 23   | +42.581     | 24   |        |
| 25      | 10  | Jarno Müller         | Honda        | 23   | +49.404     | 28   |        |
| 26      | 91  | Jay Taylor           | Honda        | 23   | +49.494     | 29   |        |
| 27      | 25  | Joan Olivé           | Honda        | 23   | +54.747     | 22   |        |
| 28      | 28  | Gábor Talmácsi       | Honda        | 23   | +1:13.148   | 27   |        |
| 29      | 37  | William de Angelis   | Honda        | 23   | +1:13.174   | 31   |        |
| Ret     | 16  | Simone Sanna         | Aprilia      | 22   | Accidente   | 7    |        |
| Ret     | 92  | Peter Galvin         | Honda        | 14   | Accidente   | 33   |        |
| Ret     | 94  | Cath Thompson        | Honda        | 12   | Accidente   | 34   |        |
| Ret     | 6   | Mirko Giansanti      | Honda        | 11   | Retirado    | 25   |        |
| Ret     | 77  | Adrián Araujo        | Honda        | 1    | Retirado    | 32   |        |
| DNQ     | 93  | Andrew Brooks        | Honda        |      | No calificó |      |        |
| Fuente: |     |                      |              |      |             |      |        |

- Pole position: Manuel Poggiali, 1:37.737
- Vuelta Rápida: Max Sabbatani, 1:38.499